# Macaronade
Ne doit pas être confondu avec Macronade.
La macaronade est une spécialité traditionnelle sétoise, composée de pâtes (macaronis), de saucisses de Toulouse, de travers de porc (coustillous) et de brageoles (un mélange particulier de viande de bœuf — traditionnellement du paleron — et de sauce tomate aromatisée aux herbes de Provence).
Il existe aussi la macaronade de moules farcies dans laquelle les pâtes sont servies en sauce tomate avec des moules farcies à la chair à saucisse. Ce plat est typique du quartier de la pointe-courte à Sète.[réf. souhaitée]

## Ingrédients
Chaque famille sétoise garde secrète sa propre formule de la macaronade. Il existe en effet une grande diversité de recettes, particulièrement en ce qui concerne le choix de la viande (variantes à base de chair à saucisse, de paupiette de veau, de lardons, etc.).
Un des secrets de la macaronade réside dans la conception de la sauce tomate : en effet, même si ce plat tire son nom des pâtes employées, d'autres types de pâtes peuvent être utilisés, comme des spaghettis de grosse taille (minimum taille 5).

## Étymologie
Le nom « macaronade ». Il s'agit de pâtes (macaronis, penne rigate, etc.), en sauce tomate, à base de viande ou de poisson.
Le nom « macaronade » vient de l'occitan parlé à Sète à cette époque (suffixe occitan -ada, lui-même dérivé du latin -ata, qui donne par ailleurs -ée en français, comme dans brandada/brandade, trufada/truffade, etc.). Dans le même ordre d'idées, à Sète on parle de « spaghettade » pour le même plat à base de spaghettis.